# Петерссон, Ховард Вад
Хо́вард Вад Пе́терссон (норв. Håvard Vad Petersson; род. 5 января 1984, Осло) — норвежский кёрлингист, первый в мужской команде Норвегии на зимних Олимпийских играх 2010, 2014 и 2018 годов. Серебряный призёр зимних Олимпийских игр 2010 года, чемпион мира 2014 года. Тренер по кёрлингу.
В качестве тренера мужской сборной Швейцарии участник зимних Олимпийских игр 2022.

## Достижения
- Зимние Олимпийские игры: серебро (2010).
- Чемпионат мира по кёрлингу среди мужчин: бронза (2008, 2009).
- Чемпионат Европы по кёрлингу: золото (2010, 2011), серебро (2007, 2008, 2012, 2013, 2016), бронза (2009, 2015).
- Континентальный Кубок по кёрлингу (в составе команд «Европа» или «Мир»): золото (2008, 2012), серебро (2011, 2013, 2014, 2015, 2016, 2017, 2018).
- Чемпионат Норвегии по кёрлингу среди мужчин: золото (2008, 2009, 2010, 2011, 2012, 2013, 2014, 2015, 2024), серебро (2016, 2017, 2018, 2019).
- Чемпионат Норвегии по кёрлингу среди юниоров: золото (2001).

## Команды
| Сезон   | Четвёртый            | Третий                                | Второй                                       | Первый               | Запасной                                                                           | Турниры                                                                 |
| ------- | -------------------- | ------------------------------------- | -------------------------------------------- | -------------------- | ---------------------------------------------------------------------------------- | ----------------------------------------------------------------------- |
| 2001—02 | Томас Лёвольд        | Петтер Моэ                            | Кристофер Све                                | Ховард Вад Петерссон | Christopher Berntsen тренер: Кнут Ивар Моэ                                         | ЧМЮ-Б 2002                                                              |
| 2002—03 | Томас Лёвольд        | Петтер Моэ                            | Кристофер Све                                | Ховард Вад Петерссон | Bård Rieber-Mohn тренер: Кнут Ивар Моэ (ЧМЮ)                                       | ЧМЮ-Б 2003 · ЧМЮ 2003 (4 место)                                         |
| 2003—04 | Ховард Вад Петерссон | Петтер Моэ                            | Anders Bjørgum                               | Øivind A. Grøseth    | Hans Tømmervold тренер: Bjørn Grøseth                                              | ЧМЮ 2004 (6 место)                                                      |
| 2004—05 | Øivind A. Grøseth    | Hans Tømmervold                       | Ховард Вад Петерссон                         | Anders Bjørgum       | Olav Helge Storli тренер: Мортен Скёуг                                             | ЧМЮ 2005 (5 место)                                                      |
| 2005—06 | Томас Лёвольд        | Петтер Моэ                            | Кристофер Све                                | Ховард Вад Петерссон |                                                                                    |                                                                         |
| 2006—07 | Томас Лёвольд        | Петтер Моэ                            | Кристофер Све                                | Ховард Вад Петерссон | Кнут Ивар Моэ                                                                      |                                                                         |
| 2007—08 | Томас Ульсруд        | Торгер Нергор                         | Кристофер Све                                | Ховард Вад Петерссон | Томас Дуэ тренер: Оле Ингвальдсен                                                  | ЧЕ 2007 · ЧНМ 2008 · ЧМ 2008                                            |
| 2008—09 | Томас Ульсруд        | Торгер Нергор                         | Кристофер Све                                | Ховард Вад Петерссон | Томас Дуэ (ЧЕ) Томас Лёвольд (ЧМ) тренер: Оле Ингвальдсен                          | ЧЕ 2008 · ЧНМ 2009 · ЧМ 2009                                            |
| 2009—10 | Томас Ульсруд        | Торгер Нергор                         | Кристофер Све                                | Ховард Вад Петерссон | Томас Лёвольд тренер: Оле Ингвальдсен                                              | ЧЕ 2009 · ЗОИ 2010                                                      |
| 2009—10 | Торгер Нергор        | Томас Лёвольд                         | Кристофер Све                                | Ховард Вад Петерссон | тренер: Оле Ингвальдсен                                                            | ЧНМ 2010 · ЧМ 2010                                                      |
| 2010—11 | Томас Ульсруд        | Торгер Нергор                         | Кристофер Све                                | Ховард Вад Петерссон | Маркус Хёйберг тренер: Оле Ингвальдсен                                             | ЧЕ 2010 · ЧНМ 2011 · ЧМ 2011 (4 место)                                  |
| 2011—12 | Томас Ульсруд        | Торгер Нергор                         | Кристофер Све                                | Ховард Вад Петерссон | Томас Лёвольд тренер: Оле Ингвальдсен                                              | ЧЕ 2011 · ЧНМ 2012 · ЧМ 2012 (4 место)                                  |
| 2012—13 | Томас Ульсруд        | Торгер Нергор (ЧЕ) Томас Лёвольд (ЧМ) | Кристофер Све                                | Ховард Вад Петерссон | Томас Лёвольд (ЧЕ) Маркус Хёйберг (ЧМ) тренер: Оле Ингвальдсен                     | ЧЕ 2012 · ЧНМ 2013 · ЧМ 2013 (5 место)                                  |
| 2013—14 | Томас Ульсруд        | Торгер Нергор                         | Кристофер Све                                | Ховард Вад Петерссон | Маркус Хёйберг (ЧЕ, ЗОИ, ЧМ) тренер: Пол Трульсен                                  | ЧЕ 2013 · ЧНМ 2014 · ЗОИ 2014 (5 место) · ЧМ 2014                       |
| 2014—15 | Томас Ульсруд        | Торгер Нергор                         | Кристофер Све                                | Ховард Вад Петерссон | Сандер Рёлвог (ЧЕ) Маркус Хёйберг (ЧМ) тренеры: Петтер Моэ (ЧЕ), Пол Трульсен (ЧМ) | ЧЕ 2014 · ЧНМ 2015 · ЧМ 2015                                            |
| 2015—16 | Томас Ульсруд        | Торгер Нергор                         | Кристофер Све                                | Ховард Вад Петерссон | Сандер Рёлвог (ЧЕ) Маркус Хёйберг (ЧМ) тренеры: Петтер Моэ (ЧЕ), Пол Трульсен (ЧМ) | ЧЕ 2015 · ЧНМ 2016 · ЧМ 2016 (5 место)                                  |
| 2016—17 | Томас Ульсруд        | Торгер Нергор                         | Кристофер Све                                | Ховард Вад Петерссон | Сандер Рёлвог (ЧЕ) тренер: Петтер Моэ (ЧЕ)                                         | ЧЕ 2016 · ЧНМ 2017                                                      |
| 2017—18 | Томас Ульсруд        | Торгер Нергор                         | Кристофер Све (ЧЕ, ЗОИ) Anders Bjørgum (ЧНМ) | Ховард Вад Петерссон | Сандер Рёлвог (ЧЕ) Маркус Хёйберг (ЗОИ) тренер: Томас Лёвольд                      | ЧЕ 2017 (4 место) · ЗОИ 2018 (6 место) · ЧНМ 2018                       |
| 2018—19 | Томас Ульсруд        | Торгер Нергор                         | Кристофер Све                                | Ховард Вад Петерссон | тренеры: Томас Лёвольд (КМ 2 эт.), Пол Трульсен (КМ фин.)                          | КМ 2018/19 (2 этап) (4 место) · ЧНМ 2019 · КМ 2018/19 (финал) (8 место) |
| 2023—24 | Магнус Недреготтен   | Стеффен Вальстад                      | Ховард Вад Петерссон                         | Торгер Нергор        | Маркус Хёйберг                                                                     | ЧНМ 2024                                                                |

(скипы выделены полужирным шрифтом)

## Результаты как тренера национальных сборных
| Год  | Турнир                                       | Сборная             | Место |
| ---- | -------------------------------------------- | ------------------- | ----- |
| 2021 | Чемпионат мира по кёрлингу среди мужчин 2021 | Швейцария (мужчины) | 3     |
| 2021 | Чемпионат Европы по кёрлингу 2021            | Швейцария (мужчины) | 5     |
| 2022 | Зимние Олимпийские игры 2022                 | Швейцария (мужчины) | 7     |
| 2022 | Чемпионат Европы по кёрлингу 2022            | Швейцария (мужчины) | 2     |
| 2023 | Чемпионат мира по кёрлингу среди мужчин 2023 | Швейцария (мужчины) | 3     |
| 2023 | Чемпионат Европы по кёрлингу 2023            | Швейцария (мужчины) | 3     |
| 2024 | Чемпионат мира по кёрлингу среди мужчин 2024 | Швейцария (мужчины) | 7     |
| 2024 | Чемпионат Европы по кёрлингу 2024            | Швейцария (мужчины) | 4     |
| 2025 | Чемпионат мира по кёрлингу среди мужчин 2025 | Швейцария (мужчины) | 2     |

## Частная жизнь
Женат, жена Кирстен Ольстад Петерссон (Kirsten Olstad Petersson), дочь Анна Эмили (Anna Emilie, род. 2012).
Владелец собственного бизнеса — магазинов по продаже смузи и йогуртов в городе Кристиансанн.
Начал заниматься кёрлингом в 1997 году, в возрасте 13 лет.